# Cäsar Pflugk

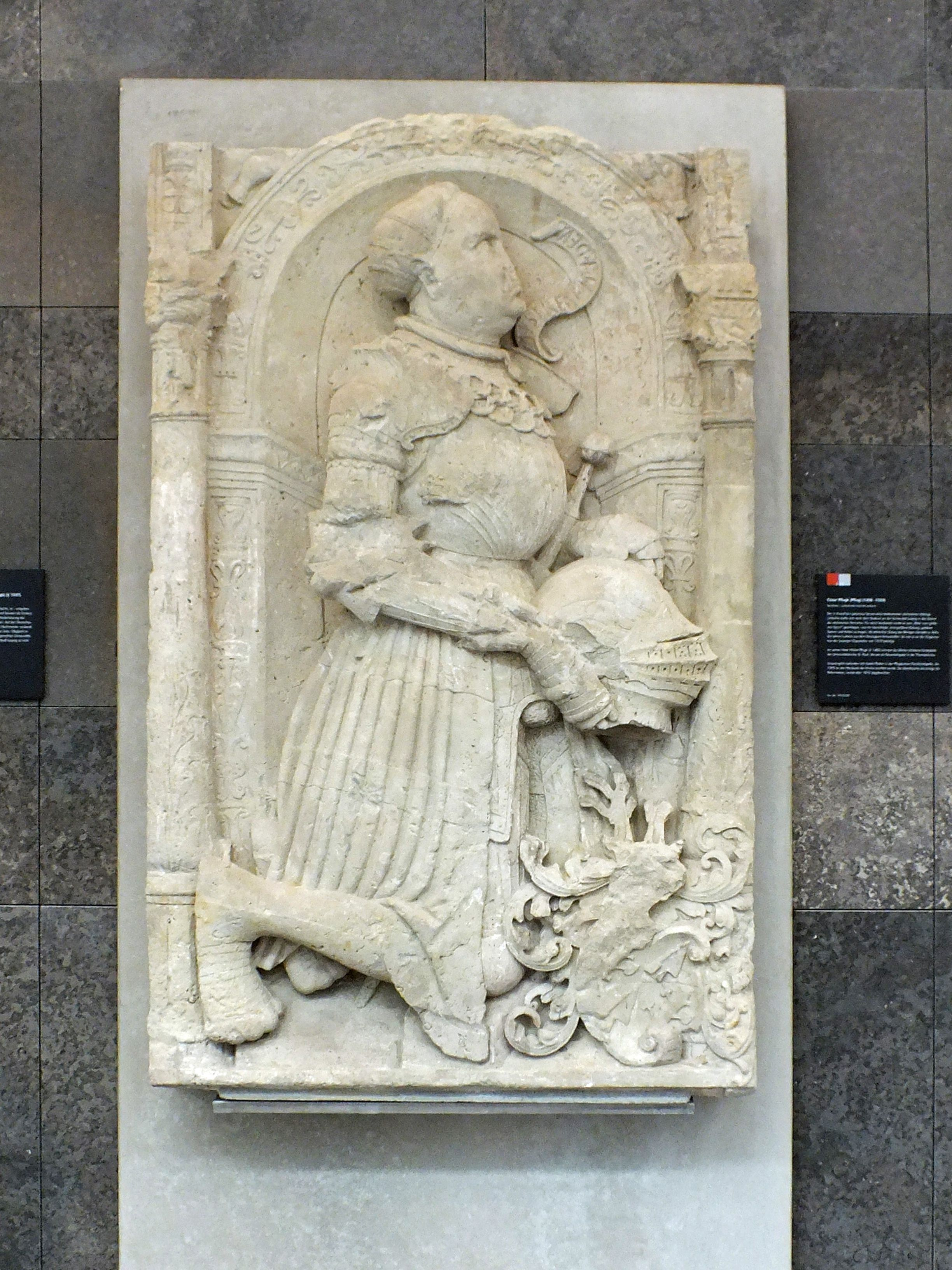
Grabplatte des Cäsar Pflugk, jetzt im Neuen Augusteum der Universität Leipzig (2016)

Cäsar Pflugk (* 1458; † 30. September 1524 in Pegau), zur Unterscheidung von gleichen Namensträgern auch „zu Eythra“ genannt, war ein aus dem meißnischen Uradelsgeschlecht der Pflugks stammender Berater Herzog Georgs von Sachsen sowie Amtmann und Rittergutsbesitzer.

## Leben
Cäsar Pflugk war der älteste Sohn von Nickel Pflugk und seiner Frau Elisabeth, geborene von Schleinitz. Er studierte ab 1469 in Leipzig und später in Bologna. 1488 war er Richter am Oberhofgericht in Leipzig. 1493 begleitete er Friedrich den Weisen auf seiner Reise nach Palästina, stand aber ab 1497 in den Diensten der albertinischen Wettiner. Herzog Georg sandte ihn nach Königsberg zur Vorbereitung der Wahl von Herzog Friedrich zum Hochmeister des Deutschen Ordens.
1499 wurde er Amtmann von Leipzig und 1502 albertinischer Hofrat. Bei den Religionsstreitigkeiten im Zuge der Reformation kamen ihm seine Kenntnisse in Griechisch und Latein zugute. An der Leipziger Disputation 1519 zwischen Johannes Eck und den Vertretern der reformatorischen Bewegung, Martin Luther, Andreas Karlstadt und Philipp Melanchthon war er neben Kanzler Johann Kochel organisatorisch führend beteiligt.
Neben seinen zahlreichen diplomatischen Einsätzen nahm er Einfluss sowohl auf die Innen-, Religions- und Finanzpolitik als auch auf die Beziehungen zwischen den Ernestinern und den Albertinern.
Die von seinem Vater ererbten Besitzungen in der Nähe von Leipzig, darunter die Güter Eythra – sein Stammsitz –, Löbnitz und Mausitz konnte er bedeutend ausbauen. Die schriftliche Festlegung des Erbes an seine Söhne umfasste 34 Seiten. Er wurde auch zu einem der wichtigsten Gläubiger seines Landesherrn. Für ein Darlehen erhielt er 1517 Schloss, Stadt und Amt Pegau als Pfand, konnte es aber nicht dauerhaft halten. Dennoch machte er Schloss Pegau zeitweise zu seinem Familiensitz.
Cäsar Pflugk war zweimal verheiratet. Seine erste Frau, Magdalena von Carlowitz, starb kurz nach der Geburt des ersten Kindes. Dieses war Julius Pflugk, der spätere letzte katholische Bischof von Naumburg. Der zweiten Ehe mit Agnes von Bünau entstammten sieben Söhne und vier Töchter (Georg von Carlowitz heiratete Anna Pflugk).
Bei der Leipziger Disputation zwischen Martin Luther und Johannes Eck führte er neben Kanzler Johann Kochel den Vorsitz des Streitgesprächs.
Cäsar Pflugk wurde in der Pflugkschen Kapelle an der Nordseite der damaligen Klosterkirche St. Pauli in Leipzig beigesetzt.